# Michelle Cairns
Michelle Cairns es una deportista estadounidense que compitió en ciclismo en la modalidad de BMX. Ganó una medalla de oro en el Campeonato Mundial de Ciclismo BMX de 1997, en la carrera femenina.

## Palmarés internacional
| Campeonato Mundial | Campeonato Mundial | Campeonato Mundial | Campeonato Mundial |
| Año                | Lugar              | Medalla            | Competición        |
| ------------------ | ------------------ | ------------------ | ------------------ |
| 1997               | Saskatoon (Canadá) | Medalla de oro     | Carrera            |